# El Nogal, Guanajuato
El Nogal är en ort i Mexiko.   Den ligger i kommunen Santa Catarina och delstaten Guanajuato, i den centrala delen av landet, 220 km nordväst om huvudstaden Mexico City. El Nogal ligger 1 861 meter över havet och antalet invånare är 195.
Terrängen runt El Nogal är kuperad åt sydväst, men åt nordost är den bergig. Runt El Nogal är det ganska glesbefolkat, med 23 invånare per kvadratkilometer. Närmaste större samhälle är Victoria, 12,2 km väster om El Nogal. Trakten runt El Nogal består i huvudsak av gräsmarker.